# Sezonul de Formula 1 din 1961
Sezonul de Formula 1 din 1961 a fost cel de-al 15-lea sezon al curselor auto de Formula 1 FIA. A inclus cea de-a 12-a ediție a Campionatului Mondial al Piloților, și a 4-a ediție a Cupei Internaționale pentru Constructorii de F1. Sezonul a fost disputat pe parcursul a opt curse, începând cu Marele Premiu al Principatului Monaco pe 14 mai și terminându-se cu Marele Premiu al Statelor Unite pe 8 octombrie. În 1961 s-au desfășurat și multe alte curse care nu au făcut parte din campionat.
Primul an al formulei de 1,5 litri a fost dominat de o echipă Ferrari bine pregătită – sezonul 1961 a fost pentru prima dată când italienii au construit o mașină cu motor central, legendarul 156 „Sharknose” – împotriva antipatiei șefului echipei, Enzo Ferrari, față de mașinile cu motor central și credința lui de modă veche precum că mașinile cu motor central au fost construite de oameni care nu aveau destui cai putere. Doar Stirling Moss, într-un Lotus învechit, a reușit să-i învingă pe Ferrari pe două piste unde abilitățile sale au compensat avantajul de putere al Scuderiei. Innes Ireland a câștigat și el o cursă, Marele Premiu al Statelor Unite, după ce Ferrari nu a intrat în cursă. Giancarlo Baghetti, într-un Ferrari privat, a câștigat Marele Premiu al Franței la debutul său în campionat, singurul pilot care a făcut acest lucru, în afară de Nino Farina, câștigătorul primei curse din Campionatul Mondial de Formula 1, în 1950. Baghetti câștigase, de asemenea, singurele sale două curse anterioare de Formula 1, evenimentele non-campionat de la Siracuza și Napoli, dar cursa franceză a fost singura sa victorie în Campionatul Mondial. Lupta pentru campionat dintre piloții de frunte ai Ferrari, Phil Hill și Wolfgang von Trips, s-a încheiat într-o tragedie când von Trips s-a ciocnit cu Jim Clark la Monza, ucigându-l pe von Trips și alți 14 spectatori. Hill a câștigat campionatul, primul pilot american care a făcut acest lucru. Indianapolis 500, o cursă care s-a desfășurat cu reguli complet diferite față de un Grand Prix și nu avea aproape nimic de-a face cu cursele auto în stil european, a fost scoasă din campionat.
Numărul de puncte acordate unui câștigător al cursei a fost crescut la nouă pentru Campionatul Mondial al Piloților, păstrându-se acest sistem de punctaj până la modificarea acestuia în 1991. Sezonul 1961 a fost primul care a prezentat doar un singur furnizor de anvelope, deoarece Firestone a decis să se retragă din sport după unsprezece sezoane.
Pe lângă von Trips, alți doi piloți au murit în acest sezon: britanicul Shane Summers în timpul evenimentului Silver City Trophy de la Brands Hatch și italianul Giulio Cabianca în timpul unui test de la Autodromul Modena.

## Piloții și echipele înscrise în campionat
Următorii piloți și constructori au participat în Campionatul Mondial al Piloților din 1961 și în Cupa Internațională a Constructorilor de F1 din 1961. Toate echipele au concurat cu pneurile furnizate de Dunlop.
| Imagine           | Concurent                  | Constructor | Motor                                 | Șasiu       | Piloți             | Piloți |
| ----------------- | -------------------------- | ----------- | ------------------------------------- | ----------- | ------------------ | ------ |
| Imagine           | Concurent                  | Constructor | Motor                                 | Șasiu       | Numele pilotului   | Etape  |
| BRM P48/57        | Owen Racing Organisation   | BRM         | Climax FPF 1,5 L4                     | P48/57      | Tony Brooks        | Toate  |
| BRM P48/57        | Owen Racing Organisation   | BRM         | Climax FPF 1,5 L4                     | P48/57      | Graham Hill        | Toate  |
| Cooper T55        | Cooper Car Company         | Cooper      | Climax FPF 1,5 L4 Climax FWMV 1,5 L4  | T55 T58     | Jack Brabham       | Toate  |
| Cooper T55        | Cooper Car Company         | Cooper      | Climax FPF 1,5 L4 Climax FWMV 1,5 L4  | T55 T58     | Bruce McLaren      | Toate  |
|                   | Isobele de Tomaso          | De Tomaso   | Alfa Romeo Giulietta 1,5 L4           | F1          | Roberto Bussinello | 7      |
|                   | Equipe Nationale Belge     | Emeryson    | Maserati Tipo 6 1,5 L4                | 61          | Olivier Gendebien  | 1      |
| Lucien Bianchi    | Equipe Nationale Belge     | Emeryson    | Maserati Tipo 6 1,5 L4                | 61          | 1                  |        |
| Climax FPF 1,5 L4 | Equipe Nationale Belge     | Emeryson    | André Pilette                         | 61          | 7                  |        |
| Ferguson P99      | R.R.C. Walker Racing Team  | Ferguson    | Climax FPF 1,5 L4                     | P99         | Jack Fairman       | 5      |
| Ferguson P99      | R.R.C. Walker Racing Team  | Ferguson    | Climax FPF 1,5 L4                     | P99         | Stirling Moss      | 5      |
| Ferrari 156       | Scuderia Ferrari SpA SEFAC | Ferrari     | Ferrari 178 1,5 V6 Ferrari 188 1,5 V6 | 156         | Richie Ginther     | 1–7    |
| Ferrari 156       | Scuderia Ferrari SpA SEFAC | Ferrari     | Ferrari 178 1,5 V6 Ferrari 188 1,5 V6 | 156         | Phil Hill          | 1–7    |
| Ferrari 156       | Scuderia Ferrari SpA SEFAC | Ferrari     | Ferrari 178 1,5 V6 Ferrari 188 1,5 V6 | 156         | Wolfgang von Trips | 1–7    |
| Ferrari 156       | Scuderia Ferrari SpA SEFAC | Ferrari     | Ferrari 178 1,5 V6 Ferrari 188 1,5 V6 | 156         | Olivier Gendebien  | 3      |
| Ferrari 156       | Scuderia Ferrari SpA SEFAC | Ferrari     | Ferrari 178 1,5 V6 Ferrari 188 1,5 V6 | 156         | Willy Mairesse     | 6      |
| Ferrari 156       | Scuderia Ferrari SpA SEFAC | Ferrari     | Ferrari 178 1,5 V6 Ferrari 188 1,5 V6 | 156         | Ricardo Rodríguez  | 7      |
|                   | Gilby Engineering          | Gilby       | Climax FPF 1,5 L4                     | 61          | Keith Greene       | 5      |
|                   | J.B. Naylor                | JBW         | Climax FPF 1,5 L4                     | Type 2      | Brian Naylor       | 7      |
| Lotus 21          | Team Lotus                 | Lotus       | Climax FPF 1,5 L4                     | 21 18 18/21 | Jim Clark          | Toate  |
| Lotus 21          | Team Lotus                 | Lotus       | Climax FPF 1,5 L4                     | 21 18 18/21 | Innes Ireland      | 1, 3–8 |
| Lotus 21          | Team Lotus                 | Lotus       | Climax FPF 1,5 L4                     | 21 18 18/21 | Trevor Taylor      | 2      |
| Lotus 21          | Team Lotus                 | Lotus       | Climax FPF 1,5 L4                     | 21 18 18/21 | Willy Mairesse     | 4      |
| Porsche 718/2     | Porsche System Engineering | Porsche     | Porsche 547/3 1,5 F4                  | 787 718/2   | Jo Bonnier         | Toate  |
| Porsche 718/2     | Porsche System Engineering | Porsche     | Porsche 547/3 1,5 F4                  | 787 718/2   | Dan Gurney         | Toate  |
| Porsche 718/2     | Porsche System Engineering | Porsche     | Porsche 547/3 1,5 F4                  | 787 718/2   | Hans Herrmann      | 1, 6   |

Echipele private care nu și-au construit propriul șasiu și au folosit șasiurile constructorilor existenți sunt arătate mai jos.
| Concurent                 | Constructor afiliat | Motor                       | Șasiu       | Piloți                  | Piloți      |
| ------------------------- | ------------------- | --------------------------- | ----------- | ----------------------- | ----------- |
| Concurent                 | Constructor afiliat | Motor                       | Șasiu       | Numele pilotului        | Etape       |
| Scuderia Colonia          | Lotus               | Climax FPF 1,5 L4           | 18          | Michael May             | 1, 4, 6     |
| Scuderia Colonia          | Lotus               | Climax FPF 1,5 L4           | 18          | Wolfgang Seidel         | 3, 5–7      |
| Equipe Nationale Belge    | Lotus               | Climax FPF 1,5 L4           | 18          | Lucien Bianchi          | 1           |
| Equipe Nationale Belge    | Lotus               | Climax FPF 1,5 L4           | 18          | Willy Mairesse          | 3           |
| Camoradi International    | Cooper              | Climax FPF 1,5 L4           | T53         | Masten Gregory          | 1–5         |
| Camoradi International    | Cooper              | Climax FPF 1,5 L4           | T53         | Ian Burgess             | 6           |
| Camoradi International    | Lotus               | Climax FPF 1,5 L4           | 18          | Ian Burgess             | 2–5         |
| R.R.C. Walker Racing Team | Lotus               | Climax FPF 1,5 L4           | 18 18/21 21 | Stirling Moss           | Toate       |
| Yeoman Credit Racing Team | Cooper              | Climax FPF 1,5 L4           | T53         | John Surtees            | Toate       |
| Yeoman Credit Racing Team | Cooper              | Climax FPF 1,5 L4           | T53         | Roy Salvadori           | 4-8         |
| UDT Laystall Racing Team  | Lotus               | Climax FPF 1,5 L4           | 18 18/21    | Cliff Allison           | 1, 3        |
| UDT Laystall Racing Team  | Lotus               | Climax FPF 1,5 L4           | 18 18/21    | Henry Taylor            | 1, 3–5, 7   |
| UDT Laystall Racing Team  | Lotus               | Climax FPF 1,5 L4           | 18 18/21    | Lucien Bianchi          | 4–5         |
| UDT Laystall Racing Team  | Lotus               | Climax FPF 1,5 L4           | 18 18/21    | Juan Manuel Bordeu      | 4           |
| UDT Laystall Racing Team  | Lotus               | Climax FPF 1,5 L4           | 18 18/21    | Masten Gregory          | 7–8         |
| UDT Laystall Racing Team  | Lotus               | Climax FPF 1,5 L4           | 18 18/21    | Olivier Gendebien       | 8           |
| Scuderia Serenissima      | Cooper              | Maserati Tipo 6 1,5 L4      | T51         | Maurice Trintignant     | 1, 3–4, 6–7 |
| Scuderia Serenissima      | De Tomaso           | OSCA 372 1,5 L4             | F1          | Giorgio Scarlatti       | 4           |
| Scuderia Serenissima      | De Tomaso           | Alfa Romeo Giulietta 1,5 L4 | F1          | Nino Vaccarella         | 7           |
| Ecurie Maarsbergen        | Porsche             | Porsche 547/3 1,5 F4        | 718         | Carel Godin de Beaufort | 2–7         |
| Ecurie Maarsbergen        | Porsche             | Porsche 547/3 1,5 F4        | 718         | Hans Herrmann           | 2           |
| H&L Motors                | Cooper              | Climax FPF 1,5 L4           | T53         | Jackie Lewis            | 3–7         |
| Tony Marsh                | Lotus               | Climax FPF 1,5 L4           | 18          | Tony Marsh              | 3, 5–6      |
| Scuderia Centro Sud       | Cooper              | Maserati Tipo 6 1,5 L4      | T53 T51     | Lorenzo Bandini         | 3, 5–7      |
| Scuderia Centro Sud       | Cooper              | Maserati Tipo 6 1,5 L4      | T53 T51     | Massimo Natili          | 5, 7        |
| Bernard Collomb           | Cooper              | Climax FPF 1,5 L4           | T53         | Bernard Collomb         | 4, 6        |
| Tim Parnell               | Lotus               | Climax FPF 1,5 L4           | 18          | Tim Parnell             | 5, 7        |
| Gerry Ashmore             | Lotus               | Climax FPF 1,5 L4           | 18          | Gerry Ashmore           | 5–7         |
| Louise Bryden-Brown       | Lotus               | Climax FPF 1,5 L4           | 18          | Tony Maggs              | 5–6         |
| FISA                      | Ferrari             | Ferrari 178 1,5 V6          | 156         | Giancarlo Baghetti      | 4           |
| Scuderia Sant'Ambroeus    | Ferrari             | Ferrari 178 1,5 V6          | 156         | Giancarlo Baghetti      | 5, 7        |
| Fred Tuck Cars            | Cooper              | Climax FPF 1,5 L4           | T45         | Jack Fairman            | 7           |
| Scuderia Serenissima      | De Tomaso           | OSCA 372 1,5 L4             | F1          | Giorgio Scarlatti       | 4           |
| Scuderia Serenissima      | De Tomaso           | Alfa Romeo Giulietta 1,5 L4 | F1          | Nino Vaccarella         | 7           |
| Scuderia Settecolli       | De Tomaso           | OSCA 372 1,5 L4             | F1          | Roberto Lippi           | 7           |
| Pescara Racing Team       | Cooper              | Maserati Tipo 6 1,5 L4      | T45         | Renato Pirocchi         | 7           |
| Gaetano Starrabba         | Lotus               | Maserati Tipo 6 1,5 L4      | 18          | Gaetano Starrabba       | 7           |
| Hap Sharp                 | Cooper              | Climax FPF 1,5 L4           | T53         | Hap Sharp               | 8           |
| John M. Wyatt III         | Cooper              | Climax FPF 1,5 L4           | T53         | Roger Penske            | 8           |
| J. Wheeler Autosport      | Lotus               | Climax FPF 1,5 L4           | 18/21       | Peter Ryan              | 8           |
| Jim Hall                  | Lotus               | Climax FPF 1,5 L4           | 18          | Jim Hall                | 8           |
| J. Frank Harrison         | Lotus               | Climax FPF 1,5 L4           | 18          | Lloyd Ruby              | 8           |
| Momo Corporation          | Cooper              | Climax FPF 1,5 L4           | T53         | Walt Hansgen            | 8           |

## Calendar
Următoarele opt Mari Premii au avut loc în 1961.
| 1.                                           | 2.                                     | 3.                                     | 4.                                          |
| -------------------------------------------- | -------------------------------------- | -------------------------------------- | ------------------------------------------- |
| Marele Premiu al Principatului Monaco 14 mai | Marele Premiu al Țărilor de Jos 22 mai | Marele Premiu al Belgiei 18 iunie      | Marele Premiu al Franței 2 iulie            |
| Monaco (S)                                   | Zandvoort (P)                          | Spa-Francorchamps (S)                  | Reims-Gueux (S)                             |
| 5.                                           | 6.                                     | 7.                                     | 8.                                          |
| Marele Premiu al Marii Britanii 15 iulie     | Marele Premiu al Germaniei 6 august    | Marele Premiu al Italiei 10 septembrie | Marele Premiu al Statelor Unite 8 octombrie |
| Aintree (S)                                  | Nürburgring (P)                        | Monza (P)                              | Watkins Glen (P)                            |
| (P) - pistă; (S) - stradă.                   |                                        |                                        |                                             |

## Rezultate și clasamente

### Marile Premii
| Etapa | Mare Premiu                | Pole position      | Cel mai rapid tur            | Pilotul câștigător | Constructorul câștigător | Lider   | Lider |
| Etapa | Mare Premiu                | Pole position      | Cel mai rapid tur            | Pilotul câștigător | Constructorul câștigător | Pilot   | Dif.  |
| ----- | -------------------------- | ------------------ | ---------------------------- | ------------------ | ------------------------ | ------- | ----- |
| 1     | MP al Principatului Monaco | Stirling Moss      | Richie Ginther Stirling Moss | Stirling Moss      | Lotus-Climax             | MOS     | 3     |
| 2     | MP al Țărilor de Jos       | Phil Hill          | Jim Clark                    | Wolfgang von Trips | Ferrari                  | MOS VON | 0     |
| 3     | MP al Belgiei              | Phil Hill          | Richie Ginther               | Phil Hill          | Ferrari                  | HIL     | 1     |
| 4     | MP al Franței              | Phil Hill          | Phil Hill                    | Giancarlo Baghetti | Ferrari                  | HIL     | 1     |
| 5     | MP al Marii Britanii       | Phil Hill          | Tony Brooks                  | Wolfgang von Trips | Ferrari                  | VON     | 2     |
| 6     | MP al Germaniei            | Phil Hill          | Phil Hill                    | Stirling Moss      | Lotus-Climax             | VON     | 4     |
| 7     | MP al Italiei              | Wolfgang von Trips | Giancarlo Baghetti           | Phil Hill          | Ferrari                  | HIL     | 1     |
| 8     | MP al Statelor Unite       | Jack Brabham       | Jack Brabham                 | Innes Ireland      | Lotus-Climax             | HIL     | 1     |

### Clasament Campionatul Mondial al Piloților
Punctele au fost acordate pe o bază de 9–6–4–3–2–1 primilor șase clasați în fiecare cursă. Doar cele mai bune cinci rezultate au fost luate în considerare pentru Campionatul Mondial. FIA nu a acordat o clasificare în campionat acelor piloți care nu au obținut puncte.
| Poz. | Pilot                   | MCO  | NLD | BEL | FRA  | GBR | DEU  | ITA | USA   | Puncte  |
| ---- | ----------------------- | ---- | --- | --- | ---- | --- | ---- | --- | ----- | ------- |
| 1    | Phil Hill               | (3)  | 2P  | 1P  | 9P R | 2P  | 3P R | 1   |       | 34 (38) |
| 2    | Wolfgang von Trips      | 4    | 1   | 2   | Ab   | 1   | 2    | AbP |       | 33      |
| 3    | Stirling Moss           | 1P R | 4   | 8   | Ab   | DSC | 1    | Ab  | Ab    | 21      |
| 4    | Dan Gurney              | 5    | 10  | 6   | 2    | 7   | 7    | 2   | 2     | 21      |
| 5    | Richie Ginther          | 2R   | 5   | 3R  | 15   | 3   | 8    | Ab  |       | 16      |
| 6    | Innes Ireland           | NS   |     | Ab  | 4    | 10  | Ab   | Ab  | 1     | 12      |
| 7    | Jim Clark               | 10   | 3R  | 12  | 3    | Ab  | 4    | Ab  | 7     | 11      |
| 8    | Bruce McLaren           | 6    | 12  | Ab  | 5    | 8   | 6    | 3   | 4     | 11      |
| 9    | Giancarlo Baghetti      |      |     |     | 1    | Ab  |      | AbR |       | 9       |
| 10   | Tony Brooks             | 13   | 9   | 13  | Ab   | 9R  | Ab   | 5   | 3     | 6       |
| 11   | Jack Brabham            | Ab   | 6   | Ab  | Ab   | 4   | Ab   | Ab  | AbP R | 4       |
| 12   | John Surtees            | 11   | 7   | 5   | Ab   | Ab  | 5    | Ab  | Ab    | 4       |
| 13   | Olivier Gendebien       | NSC  |     | 4   |      |     |      |     | 11    | 3       |
| 14   | Jackie Lewis            |      |     | 9   | Ab   | Ab  | 9    | 4   |       | 3       |
| 15   | Jo Bonnier              | 12   | 11  | 7   | 7    | 5   | Ab   | Ab  | 6     | 3       |
| 16   | Graham Hill             | Ab   | 8   | Ab  | 6    | Ab  | Ab   | Ab  | 5     | 3       |
| 17   | Roy Salvadori           |      |     |     | 8    | 6   | 10   | 6   | Ab    | 2       |
| —    | Maurice Trintignant     | 7    |     | Ab  | 13   |     | Ab   | 9   |       | 0       |
| —    | Carel Godin de Beaufort |      | 14  | 11  | Ab   | 16  | 14   | 7   |       | 0       |
| —    | Lorenzo Bandini         |      |     | Ab  |      | 12  | Ab   | 8   |       | 0       |
| —    | Cliff Allison           | 8    |     | NS  |      |     |      |     |       | 0       |
| —    | Roger Penske            |      |     |     |      |     |      |     | 8     | 0       |
| —    | Hans Herrmann           | 9    | 15  |     |      |     | 13   |     |       | 0       |
| —    | Peter Ryan              |      |     |     |      |     |      |     | 9     | 0       |
| —    | Masten Gregory          | NSC  | NS  | 10  | 12   | 11  |      | Ab  | Ab    | 0       |
| —    | Henry Taylor            | NSC  |     | NS  | 10   | Ab  |      | 11  |       | 0       |
| —    | Tim Parnell             |      |     |     |      | Ab  |      | 10  |       | 0       |
| —    | Hap Sharp               |      |     |     |      |     |      |     | 10    | 0       |
| —    | Tony Maggs              |      |     |     |      | 13  | 11   |     |       | 0       |
| —    | Michael May             | Ab   |     |     | 11   |     | NS   |     |       | 0       |
| —    | Ian Burgess             |      | NS  | NS  | 14   | 14  | 12   |     |       | 0       |
| —    | Renato Pirocchi         |      |     |     |      |     |      | 12  |       | 0       |
| —    | Trevor Taylor           |      | 13  |     |      |     |      |     |       | 0       |
| —    | Tony Marsh              |      |     | NS  |      | Ab  | 15   |     |       | 0       |
| —    | Keith Greene            |      |     |     |      | 15  |      |     |       | 0       |
| —    | Gerry Ashmore           |      |     |     |      | Ab  | 16   | Ab  |       | 0       |
| —    | Wolfgang Seidel         |      |     | NS  |      | 17  | Ab   | Ab  |       | 0       |
| —    | Bernard Collomb         |      |     |     | Ab   |     | NC   |     |       | 0       |
| —    | Lucien Bianchi          | NSC  |     | Ab  | Ab   | Ab  |      |     |       | 0       |
| —    | Willy Mairesse          |      |     | Ab  | Ab   |     | Ab   |     |       | 0       |
| —    | Jack Fairman            |      |     |     |      | DSC |      | Ab  |       | 0       |
| —    | Giorgio Scarlatti       |      |     |     | Ab   |     |      |     |       | 0       |
| —    | Massimo Natili          |      |     |     |      | Ab  |      |     |       | 0       |
| —    | Ricardo Rodríguez       |      |     |     |      |     |      | Ab  |       | 0       |
| —    | Gaetano Starrabba       |      |     |     |      |     |      | Ab  |       | 0       |
| —    | Nino Vaccarella         |      |     |     |      |     |      | Ab  |       | 0       |
| —    | Roberto Bussinello      |      |     |     |      |     |      | Ab  |       | 0       |
| —    | Brian Naylor            |      |     |     |      |     |      | Ab  |       | 0       |
| —    | Roberto Lippi           |      |     |     |      |     |      | Ab  |       | 0       |
| —    | Jim Hall                |      |     |     |      |     |      |     | Ab    | 0       |
| —    | Lloyd Ruby              |      |     |     |      |     |      |     | Ab    | 0       |
| —    | Walt Hansgen            |      |     |     |      |     |      |     | Ab    | 0       |
| —    | André Pilette           |      |     |     |      |     |      | NSC |       | 0       |
| Poz. | Pilot                   | MCO  | NLD | BEL | FRA  | GBR | DEU  | ITA | USA   | Puncte  |

| Legendă      | Legendă                                            |
| Culoare      | Rezultat                                           |
| ------------ | -------------------------------------------------- |
| Auriu        | Câștigător                                         |
| Argintiu     | Locul 2                                            |
| Bronz        | Locul 3                                            |
| Verde        | Alte locuri care punctează                         |
| Albastru     | Alte locuri                                        |
| Albastru     | Nu s-a clasat, dar a terminat cursa (NC)           |
| Purpuriu     | A abandonat cursa (Ab)                             |
| Negru        | Descalificat (DSC)                                 |
| Alb          | Nu a luat startul (NS)                             |
| Roșu         | Nu s-a calificat (NSC)                             |
| Fără culoare | Retras înainte de calificări (Ret)                 |
| Fără culoare | Exclus (EX)                                        |
| Fără culoare | Nu a participat (celulă goală)                     |
| Adnotare     | Însemnătate                                        |
| P            | Pole position                                      |
| R            | Cel mai rapid tur                                  |
| (6)          | Rezultatul nu a fost luat în considerare pentru CM |
| 1            | A împărțit mașina cu unul sau mai mulți piloți     |

### Clasament Cupa Internațională pentru Constructorii de F1
Punctele au fost acordate pe o bază de 9–6–4–3–2–1 primilor șase clasați în fiecare cursă, dar numai primei mașini care a terminat pentru fiecare constructor. Doar cele mai bune cinci rezultate au fost luate în considerare pentru Cupa Internațională.
| Poz. | Constructor          | MCO | NLD | BEL | FRA | GBR | DEU | ITA | USA | Puncte  |
| ---- | -------------------- | --- | --- | --- | --- | --- | --- | --- | --- | ------- |
| 1    | Ferrari              | (2) | 1   | 1   | 1   | 1   | (2) | 1   |     | 40 (52) |
| 2    | Lotus-Climax         | 1   | 3   | 8   | 3   | 10  | 1   | 10  | 1   | 32      |
| 3    | Porsche              | 5   | 10  | (6) | 2   | 5   | 7   | 2   | 2   | 22 (23) |
| 4    | Cooper-Climax        | (6) | (6) | 5   | 5   | 4   | (5) | 3   | 4   | 14 (18) |
| 5    | BRM-Climax           | 13  | 8   | 13  | 6   | 9   | Ab  | 5   | 3   | 7       |
| —    | Cooper-Maserati      | 7   |     | Ab  | 13  | 12  | Ab  | 8   |     | 0       |
| —    | Gilby-Climax         |     |     |     |     | 15  |     |     |     | 0       |
| —    | Ferguson-Climax      |     |     |     |     | DSC |     |     |     | 0       |
| —    | De Tomaso-OSCA       |     |     |     | Ab  |     |     | Ab  |     | 0       |
| —    | Lotus-Maserati       |     |     |     |     |     |     | Ab  |     | 0       |
| —    | De Tomaso-Alfa Romeo |     |     |     |     |     |     | Ab  |     | 0       |
| —    | JBW-Climax           |     |     |     |     |     |     | Ab  |     | 0       |
| —    | Emeryson-Maserati    | NSC |     |     |     |     |     |     |     | 0       |
| —    | Emeryson-Climax      |     |     |     |     |     |     | NSC |     | 0       |
| Poz. | Constructor          | MCO | NLD | BEL | FRA | GBR | DEU | ITA | USA | Puncte  |

## Curse non-campionat
Alte 25 de curse care nu au contat pentru Campionatul Mondial al Piloților sau Cupa Internațională pentru Constructorii de F1 au fost organizate pentru mașinile de Formula 1 în timpul sezonului.
Un fundal roz indică o cursă de Formula Intercontinentală⁠(en)[traduceți]. Un fundal albastru indică o cursă combinată de Formula 1 și Formula Intercontinentală.
| Numele cursei                              | Circuit            | Data          | Pilotul câștigător | Constructor     |
| ------------------------------------------ | ------------------ | ------------- | ------------------ | --------------- |
| Trofeul Lombank II                         | Snetterton         | 26 martie     | Jack Brabham       | Cooper-Climax   |
| Trofeul Glover IX                          | Goodwood           | 3 aprilie     | John Surtees       | Cooper-Climax   |
| Pau Grand Prix XXI                         | Pau                | 3 aprilie     | Jim Clark          | Lotus-Climax    |
| Cupa Lavant XIII                           | Goodwood           | 3 aprilie     | Stirling Moss      | Cooper-Climax   |
| Marele Premiu de la Bruxelles III          | Heysel             | 9 aprilie     | Jack Brabham       | Cooper-Climax   |
| Marele Premiu al Vienei II                 | Aerodromul Aspern  | 16 aprilie    | Stirling Moss      | Lotus-Climax    |
| Aintree 200 VI                             | Aintree            | 22 aprilie    | Jack Brabham       | Cooper-Climax   |
| Marele Premiu al Siracuzei XI              | Siracuza           | 25 aprilie    | Giancarlo Baghetti | Ferrari         |
| Trofeul Internațional BRDC XIII            | Silverstone        | 6 mai         | Stirling Moss      | Cooper-Climax   |
| Marele Premiu de la Napoli XIX             | Napoli             | 14 mai        | Giancarlo Baghetti | Ferrari         |
| Marele Premiu al Londrei IX                | Crystal Palace     | 22 mai        | Roy Salvadori      | Cooper-Climax   |
| Trofeul Silver City VI                     | Brands Hatch       | 3 iunie       | Stirling Moss      | Lotus-Climax    |
| Marele Premiu al Imperiului Britanic XXIII | Silverstone        | 8 iulie       | Stirling Moss      | Cooper-Climax   |
| Solitude Grand Prix                        | Solitudering       | 23 iulie      | Innes Ireland      | Lotus-Climax    |
| Trofeul Guards                             | Brands Hatch       | 7 august      | Jack Brabham       | Cooper-Climax   |
| Kanonloppet VII                            | Karlskoga          | 20 august     | Stirling Moss      | Lotus-Climax    |
| Marele Premiu al Danemarcei II             | Roskilde Ring      | 26–27 august  | Stirling Moss      | Lotus-Climax    |
| Marele Premiu al Modenei XV                | Modena             | 3 septembrie  | Stirling Moss      | Lotus-Climax    |
| Flugplatzrennen III                        | Aerodromul Zeltweg | 17 septembrie | Innes Ireland      | Lotus-Climax    |
| Gold Cup VIII                              | Oulton Park        | 23 septembrie | Stirling Moss      | Ferguson-Climax |
| Trofeul Lewis-Evans V                      | Brands Hatch       | 1 octombrie   | Tony Marsh         | BRM-Climax      |
| Coppa Italia I                             | Vallelunga         | 12 octombrie  | Giancarlo Baghetti | Porsche         |
| Rand Grand Prix V                          | Kyalami            | 9 decembrie   | Jim Clark          | Lotus-Climax    |
| Natal Grand Prix I                         | Westmead           | 17 decembrie  | Jim Clark          | Lotus-Climax    |
| Marele Premiu al Africii de Sud VII        | East London        | 26 decembrie  | Jim Clark          | Lotus-Climax    |